# 三娘教子
《三娘教子》出自李漁的小說《無聲戲》，又名《双官诰》，是清代正旦、末首本戲，傳統二黃專腔「教子腔」起源於該劇。
京劇名角梅蘭芳曾唱過全劇，台灣歌仔戲演員廖瓊枝也有唱過此戲。
三娘教子中的「三娘」其實指主角薛廣的三夫人王春娥，不過許多媒體會誤以為三娘教子中的「三娘」是指三個女性，因此用在有許多女性說話或質詢的場合。 

## 簡介
明朝的薛廣有妻张氏、妾刘氏及三娘王春娥，妾生了一個兒子，叫做倚哥，大名薛科，家中有一僕人薛保。
薛廣出外做生意，托朋友送錢回家，但朋友將錢私吞，謊稱薛廣已死，妻、妾均離去，三娘扶養非親生的倚哥長大，但倚哥成長過程被譏為無娘之兒，回來後頂撞三娘，後來是薛保引導倚哥向春娘認錯，二人才得以和好。三娘生病，倚哥走投无路，去找亲娘和大娘借钱，遭到拒绝，三娘误以为倚哥没有骨气，严厉训斥，多亏薛保解释，三娘才知道误会了孩子。後來倚哥考上狀元，薛廣改為從軍做官，官至兵部尚書，三娘將倚哥帶大，得到朝廷诰封，最後薛廣返家，也带回一份诰封，一家團圓。张氏和刘氏的后夫相继去世，家道败落，只得回到薛家认亲。倚哥不愿与亲娘和大娘相认，王春娥内心矛盾，赏二人白银度过余生。
中华人民共和国成立后，由于三女共侍一夫的情节不符合时代精神，遂把张、刘、王三女改为妯娌三人，张氏的丈夫已经去世，从未出场，刘氏的丈夫（倚哥的父亲）名叫薛奇，薛广是王春娥的丈夫。薛奇出门做生意，带着进京赶考的弟弟薛广。船行至京城，薛广下船离去，薛奇意外落水身亡。消息传回，张氏和刘氏谎称薛广已死，变卖家产，改嫁他人，将王春娥赶出家门。其后剧情大体相同，增加了薛倚中状元后与三叔父薛广相认，认后者为父亲的情节。